# Rallye Monte-Carlo Historique au départ de Reims
Le Rallye Monte-Carlo Historique est un rallye réservé aux véhicules d'un modèle ayant participé à un Rallye Monte-Carlo entre 1911 et 1982. Il prend son départ depuis cinq grandes villes : Reims, Oslo, Londres, Bad-Hombourg et Turin, pour amorcer le premier itinéraire, dit de « concentration ». 
L’édition de 2024 sera la 26e édition pour la ville de Reims en tant que ville de départ, sans aucune interruption (en 2021, le rallye a été annulé à la suite des mesures sanitaires prises sur le territoire français).

## Principe du classement
Le Rallye Monte-Carlo Historique est un rallye dont le classement est déterminé par la régularité, et non par les performances pures.

## Rallye Monte-Carlo Historique au départ de Reims

### Organisateur
Au départ de Reims, le rallye est organisé par l’Association Reims Champagne Véhicule Historique Sportif (RCVHS).

### Organisation
Le RMC Historique a été organisé pour la première fois en 1997. 
Les véhicules font l’objet de vérifications techniques et administratives depuis la veille du départ, et sont présentés au public à cette occasion. Depuis plusieurs années, les journées de vérifications se tiennent au Parc des expositions de Reims.
Le lieu de départ varie selon les années. La place du Forum, la place devant la mairie, celle devant la cathédrale, le parking des halles du Boulingrin (depuis 2020) ont été des lieux utilisés ces dernières années.

### Les différentes éditions

#### 25eédition en 2023

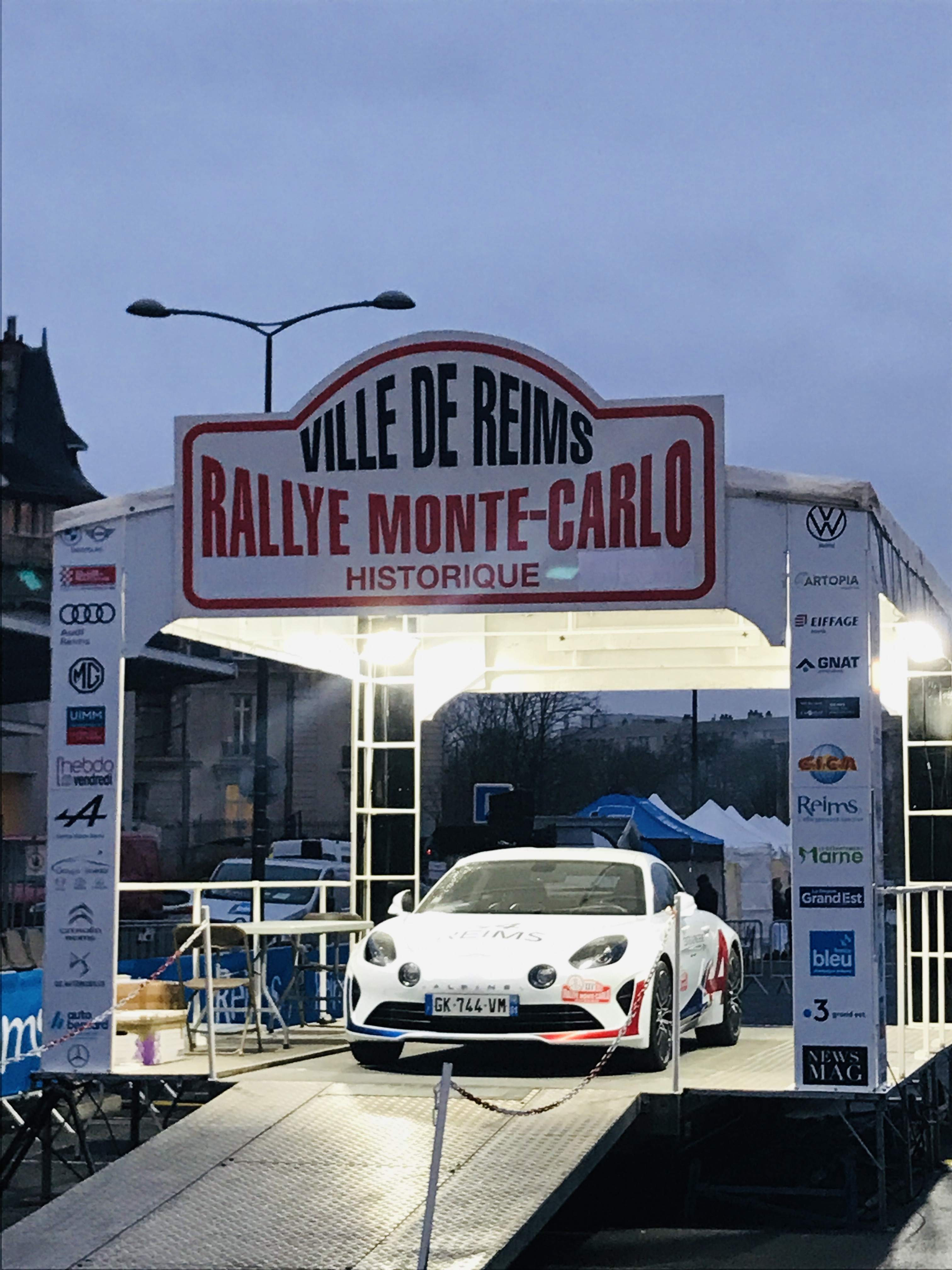
Podium de départ à Reims en 2023.

105 équipages participent au départ de Reims qui se fait depuis la place du Boulingrin le 26 janvier. Les vérifications techniques ont lieu la veille et le jour même au parc des Expositions. La première étape de concentration relie Reims à Langres, en passant par Epernay, Vitry-le-François, Bar-sur-Aube, pour un temps imparti de 5h15.

#### 23eédition en 2020
En 2020, Reims fait partie des villes-départ avec Athènes, Barcelone, Glasgow, Milan et Monaco.
124 équipages participent au départ de Reims depuis la place du Boulingrin, le 31 janvier 2020. Les vérifications techniques ont lieu au parc des Expositions, à partir du 30 janvier 2020. 

#### 22eédition en 2019
Le 1er février 2019, le rallye part depuis la place de la cathédrale de Reims.

#### 21eédition en 2018
Le parcours de concentration, au départ de Reims, a pour destination Bourgoin-Jallieu (801 km), ville commune à d'autres parcours.

#### 20eédition en 2017
125 équipages participent au départ de Reims, qui a lieu devant Hôtel de Ville.

#### 19eédition en 2016
142 équipages participent au départ de Reims, qui a lieu devant Hôtel de Ville.

#### 18eédition en 2015
120 équipages participent au départ de Reims, qui a lieu place du Forum. Les vérifications techniques ont lieu auparavant au parc des Expositions. Un contrôle de passage a lieu sur le circuit de Gueux.

## Galerie

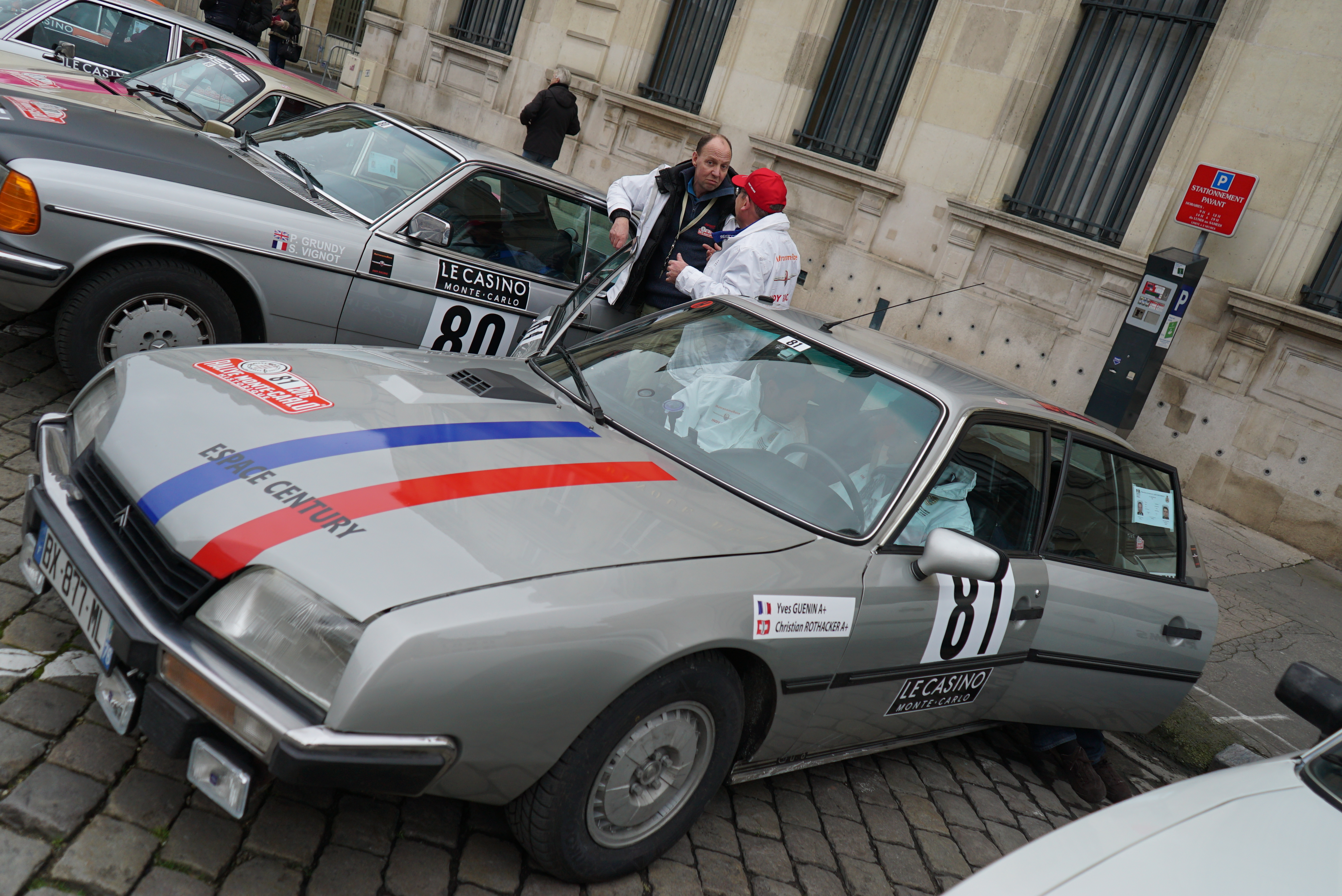
Exposition des véhicules devant la mairie.
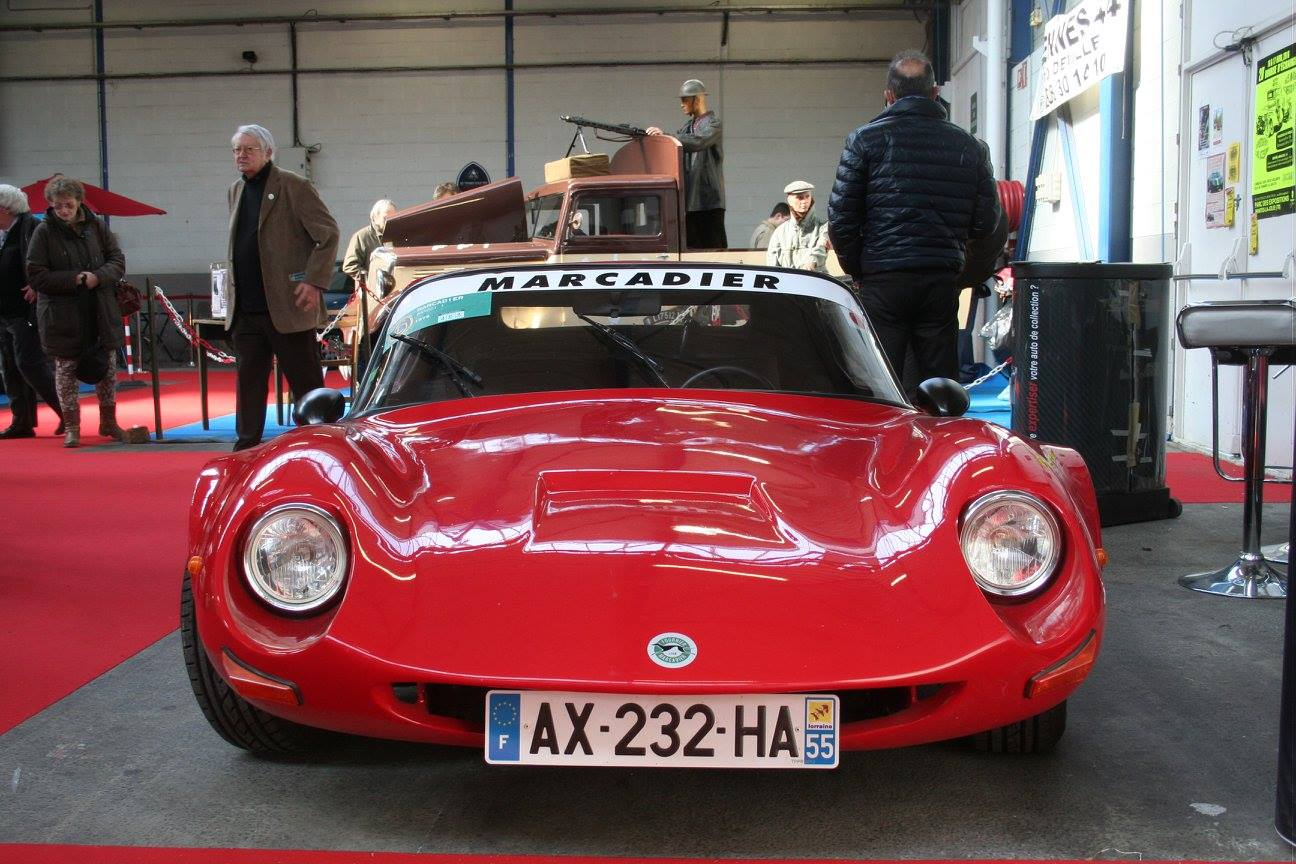
Présentation au parc des expositions de Reims.
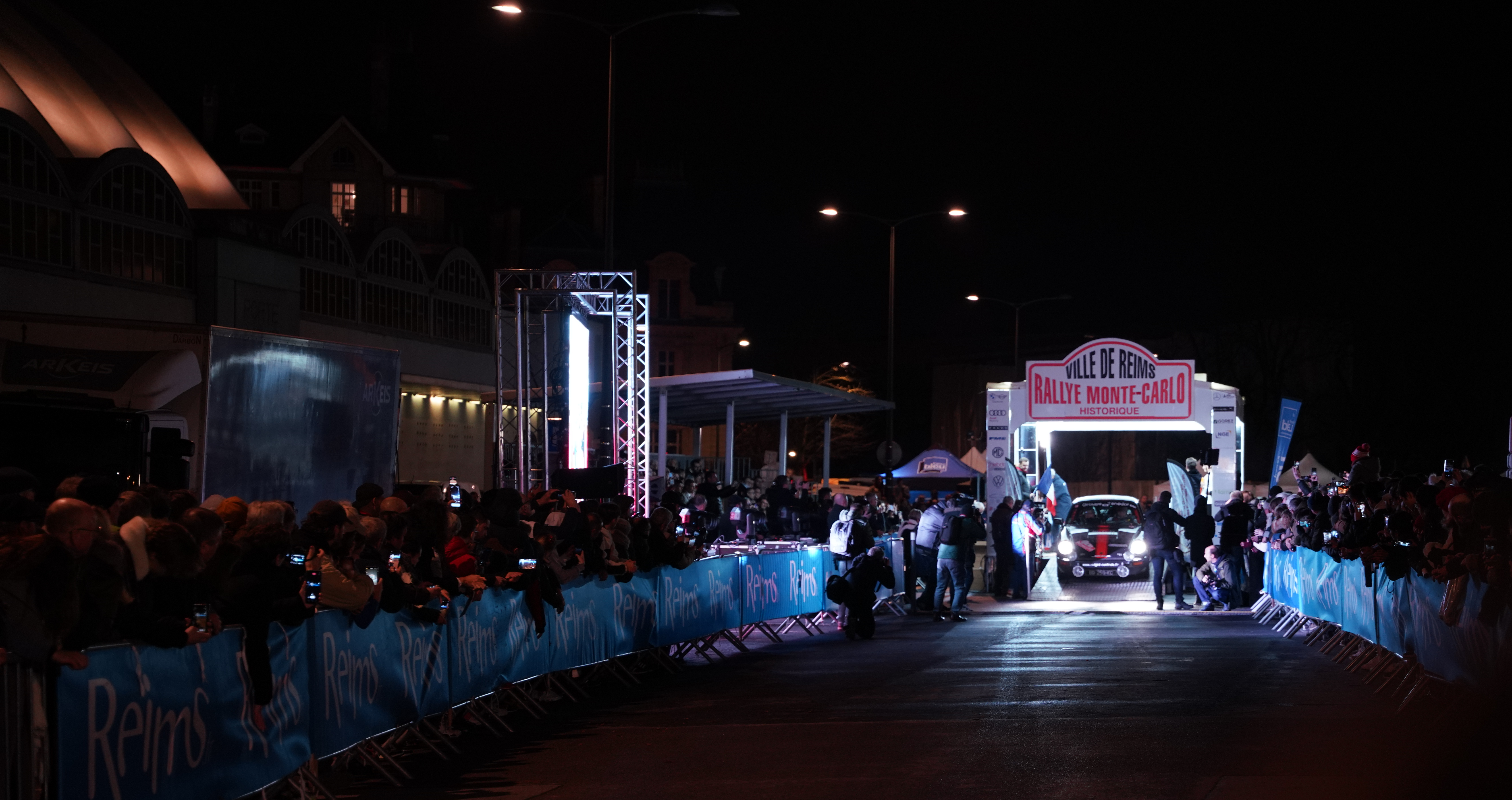
Départ devant les Halles centrales de Reims en 2024.